# 電視資訊

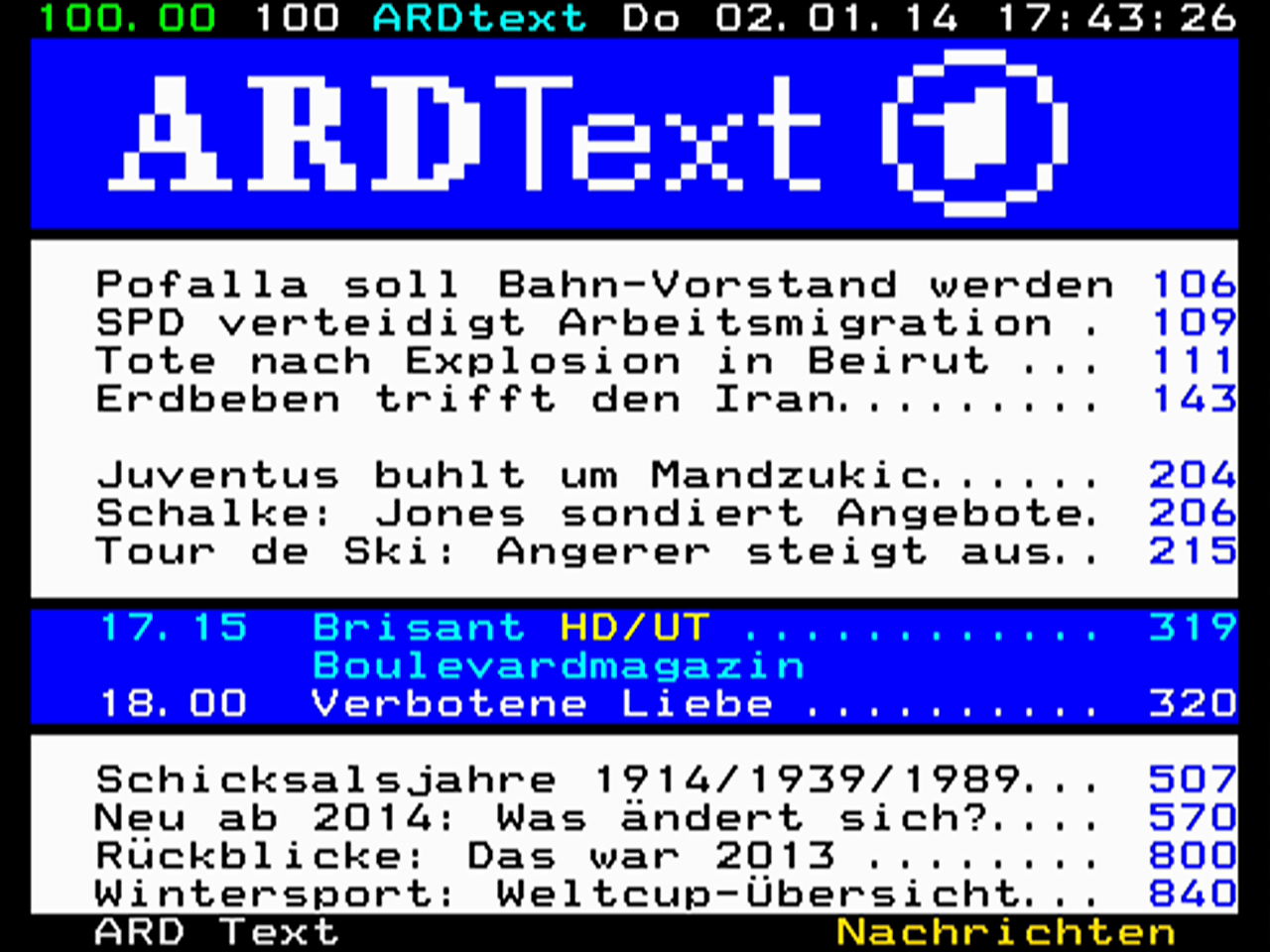
德国公共广播联盟（ARD）的图文电视画面

圖文電視（Teletext）是電視台將文字、圖形等數位化資訊隱藏在電視節目訊號的垂直空白间隙（Vertical Blanking Interval, VBI）的第12至18條水平掃描線內播出，由飛利浦VDU首席設計師John Adams於1970年代初在英國創建。觀眾以具有解碼設備之電視接收設備（電視機、機上盒等）隨時解碼使用其內容。電視資訊所提供的服務項目可以包括文字與圖形，例如隱藏字幕（Close Caption）、電視節目表（EPG）、生活資訊、即時新聞、股市資訊、交通情報等。
此功能現時主要在英國、歐洲多國和美國使用，但隨著MHEG-5的普及，部分國家如澳洲、新西蘭和新加坡已停止圖文電視的服務。另外，早期一些电视台也会使用图文电视内容填补节目空档，如20世纪90年代中国山东电视台便会在检修期间提供“山东图文电视”。现在也有部分电视台开办有图文频道，但早已不再采用图文电视技术，而只是利用普通电视频道显示字卡等。

## 提供图文电视的电视台
- 英国广播公司（同时提供DVB格式字幕）
- TRT WORLD